# Krystyna Grzęda
Krystyna Wanda Grzęda (ur. 19 maja 1940 w Sieniawie) – polska nauczycielka, posłanka na Sejm X kadencji.

## Życiorys
Ukończyła w 1959 liceum pedagogiczne, po czym rozpoczęła pracę w charakterze nauczycielki w szkole podstawowej. W 1978 uzyskała wyższe kwalifikacje zawodowe w Centrum Doskonalenia Nauczycieli w Przemyślu. Do czasu przejścia na emeryturę pracowała jako nauczycielka. Pełniła m.in. funkcję wicedyrektora i dyrektora szkół podstawowych w Jarosławiu.
Była działaczką Ligi Kobiet Polskich, w 1960 wstąpiła do Polskiej Zjednoczonej Partii Robotniczej. Z jej ramienia należała do prezydium Miejskiej Rady Narodowej w Jarosławiu. W latach 1989–1991 sprawowała mandat posła na Sejm kontraktowy z okręgu przemyskiego. Zasiadała w Komisji Edukacji, Nauki i Postępu Technicznego oraz Komisji Polityki Społecznej. W trakcie kadencji przeszła do Poselskiego Klubu Pracy. Później związała  się z podkarpacką Unią Pracy. Bez powodzenia kandydowała w 2001 do Sejmu i 2006 do rady miasta Jarosławia.